# Tomosvaryella hirticollis
Tomosvaryella hirticollis är en tvåvingeart som först beskrevs av Becker 1910.  Tomosvaryella hirticollis ingår i släktet Tomosvaryella och familjen ögonflugor. Inga underarter finns listade i Catalogue of Life.